# Pachnobia
Pachnobia is een geslacht van vlinders van de familie Uilen (Noctuidae), uit de onderfamilie Noctuinae.

## Soorten
- P. aequaeva Benjamin, 1934
- P. alaskae Grote, 1876
- P. albonigra Kononenko, 1981
- P. albuncula Eversmann, 1851
- P. alpicola Zetterstedt, 1839
- P. atrata Morris, 1874
- P. banghaasi Corti & Draudt, 1933
- P. borealis Nordström, 1933
- P. brunneopicta Matsumura, 1925
- P. bryanti Benjamin, 1933
- P. distensa Eversmann, 1851
- P. fabulosa Ferguson, 1965
- P. fergusoni Lafontaine, 1983
- P. fuscogrisea Kononenko, 1984
- P. gelida Sparre-Schneider, 1883
- P. homogena McDunnough, 1921
- P. imperita Hübner, 1827
- P. intermedia Kononenko, 1981
- P. kolymae Herz, 1902
- P. kurentzovi Kononenko, 1984
- P. laetabilis Zetterstedt, 1839
- P. laxa Lafontaine & Mikkola, 1998
- P. liquidaria Eversmann, 1848
- P. lorezi Staudinger, 1891
- P. lupa Lafontaine & Mikkola, 1998
- P. lyngei Rebel, 1923

- P. magadanica Kononenko, 1981
- P. magdanensis Kononenko & Lafontaine, 1983
- P. mixta Walker, 1856
- P. ochrops Kononenko, 1996
- P. okakensis Packard, 1867
- P. penthima Erschoff, 1870
- P. perquiritata Morrison, 1874
- P. quieta Hübner, 1813
- P. rhaetica Staudinger, 1871
- P. rodionovi Mikkola, 1996
- P. similis Kononenko, 1981
- P. sincera Herrich-Schäffer, 1851
- P. speciosa Hübner, 1813
- P. tecta Hübner, 1808
- P. thula Lafontaine & Kononenko, 1983
- P. ursae McDunnough, 1940
- P. viridescens Turati, 1921
- P. woodi Lafontaine & Kononenko, 1983
- P. yatsugadakeana Matsumura, 1926